# Двигатель Toyota TR

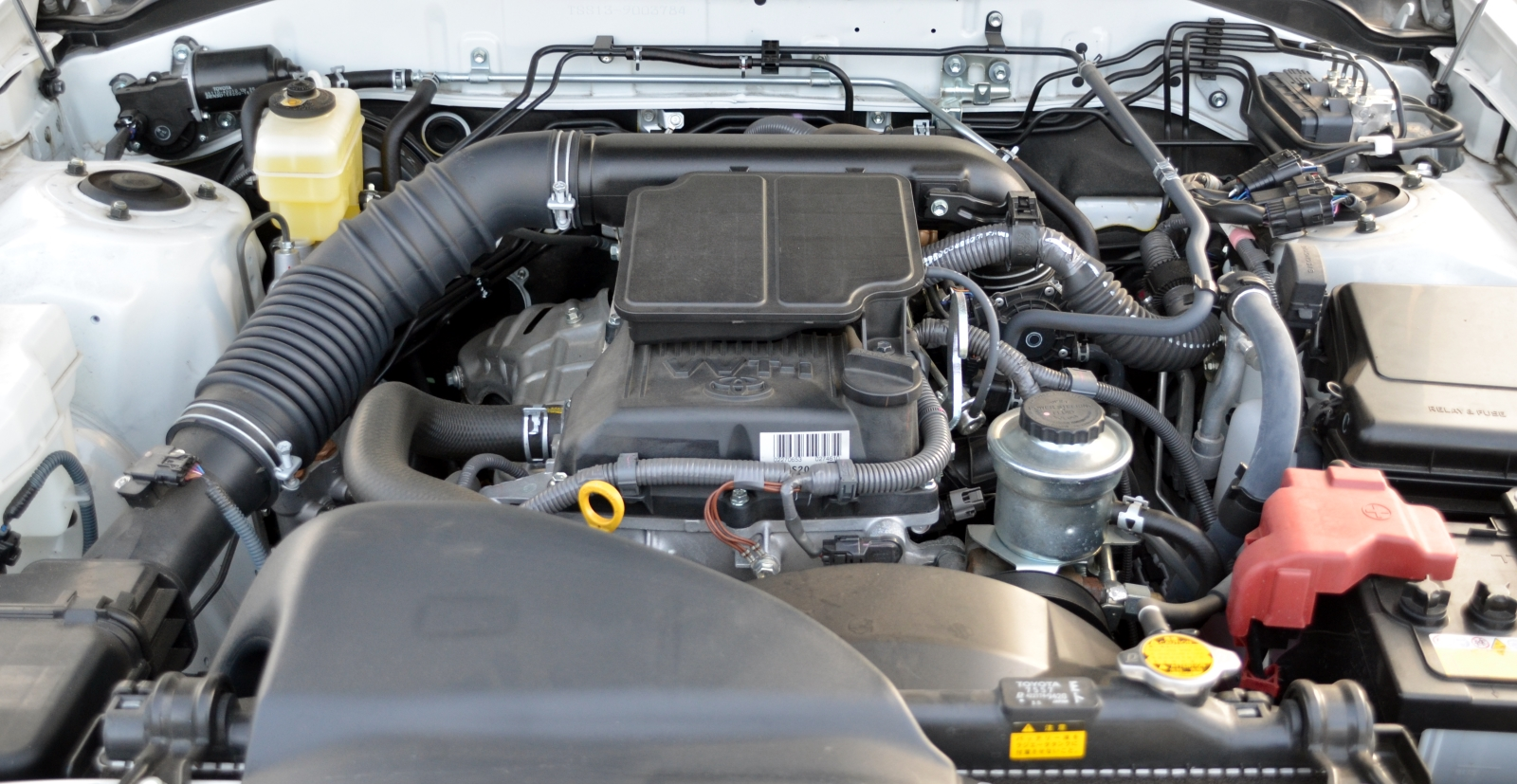
Toyota 1TR-FE

Toyota TR — серия бензиновых двигателей внутреннего сгорания японской компании Toyota, находящихся в производстве с 2003 года. В основном, двигатели устанавливаются на Toyota Hilux и другие автомобили на платформе Toyota IMV. На задне- и полноприводные пикапы двигатели устанавливаются продольно.

## 1TR-FE
1TR-FE является рядным четырёхцилиндровым шестнадцатиклапанным бензиновым двигателем объёмом 2,0 л (1998 см3) с клапанным механизмом DOHC и системой фаз газораспределения VVT-i. Диаметр цилиндра и ход поршня составляют 86 мм. Мощность двигателя 100 кВт (134 л. с.) при 5600 об/мин, а крутящий момент — 182 Н⋅м при 4000 об/мин. Красная зона 6000 об/мин.

### Устанавливается на
- Toyota Dyna Y200 (2003 — настоящее время)
- Toyota HiAce H100/200 (2003 — настоящее время)
- Toyota RegiusAce H100/200 (2003—2020)
- Toyota ToyoAce Y200 (2003—2020)
- Toyota Innova AN40/140 (2004—2022)
- Toyota Hilux AN10/110 (2004 — настоящее время)
- Toyota Comfort TSS13Y (2007—2009, 2011—2017)
- Toyota Hilux Champ (2023 — настоящее время)
- Hino Dutro
- Mazda Bongo Brawny H200 (2019 — настоящее время)

## 1TR-FPE
1TR-FPE является газомоторным вариантом 1TR-FE мощностью 85 кВт (114 л. с.) при 4800 об/мин и крутящим моментом 189 Н⋅м при 3700 об/мин. Степень сжатия 10,6:1. Диаметр цилиндра и ход поршня составляют 86 мм.

### Устанавливался на
- Toyota Dyna Y200 (2003—2022)
- Toyota ToyoAce Y200 (2003—2020)
- Toyota Comfort TSS11Y (2007—2009, 2011—2017)
- Hino Dutro

## 2TR-FE
2TR-FE является 2,7-литровым (2693 см3) рядным четырёхцилиндровым шестнадцатиклапанным бензиновым двигателем мощностью 118 кВт (158 л. с.) при 5200 об/мин и крутящим моментом 246 Н⋅м при 3800 об/мин. Красная зона 5500 об/мин. Степень сжатия 9,6:1 для одинарного VVT-i. Средний расход топлива 9 км/л.
С 2015 года двигатель выпускается с двойным VVT-i мощностью 120 кВт (161 л. с.) при 5200 об/мин и крутящим моментом 245 Н⋅м при 3800 об/мин. Степень сжатия увеличена до 10,2:1.

### Устанавливается на
- Toyota Hilux Surf N210 (2004—2009)
- Toyota Land Cruiser Prado J120/150/250 (2004 — настоящее время)
- Toyota HiAce H200 (2004 — настоящее время)
- Toyota RegiusAce H200 (2004—2020)
- Toyota Tacoma N220/300 (2004—2023)
- Toyota Hilux AN10/110 (2004 — настоящее время)
- Toyota Innova AN40/140 (2004—2022)
- Toyota Fortuner/SW4 AN50/150 (2005 — настоящее время)
- Toyota ToyoAce
- Toyota HiMedic H220 (2006 — настоящее время)
- Toyota Coaster (Боливия, Гонконг, Австралия)
- Toyota 4Runner N280 (2009—2010)
- Toyota Hilux Champ (2023 — настоящее время)
- Hino Dutro